# Skurups kommun
Skurups kommun är en kommun i Skåne län. Centralort är Skurup.

## Administrativ historik
Kommunens område motsvarar socknarna: Hassle-Bösarp, Katslösa, Skivarp, Skurup, Slimminge, Solberga, Svenstorp, Villie, Västra Nöbbelöv, Västra Vemmenhög, Örsjö och Östra Vemmenhög. I dessa socknar bildades vid kommunreformen 1862 landskommuner med motsvarande namn. 
Skurups municipalsamhälle inrättades 1 juni 1895 i Skurups landskommun. Municipalsamhället upplöstes 1914 när Skurups köping utbröts ur landskommunen. Köpingskommunen införlivade 1949 Skurups landskommun.
Vid kommunreformen 1952 införlivades Hassle-Bösarps landskommun i Skurups köping och sammanlades de övriga kommunerna i de då bildade Rydsgårds landskommun och Vemmenhögs landskommun.
Skurups kommun bildades vid kommunreformen 1971 av Skurups köping samt Rydsgårds och Vemmenhögs landskommuner.
Kommunen ingår sedan bildandet i Ystads domsaga.

## Geografi
Kommunen sträcker sig från Romeleåsens sydsluttning via Söderslätt ner till stränderna på sydkusten. Från Svaneholmssjön rinner Skivarpsån och från Näsbyholmssjön rinner Dybäcksån.
Kommunen gränsar till Ystads, Sjöbo, Lunds, Svedala och Trelleborgs kommuner. Skurups kommun ingår i Stormalmö från och med 2005 enligt SCB:s definition.

### Topografi och hydrografi
Kommunen sträcker sig från de högsta delarna av Romeleåsen i norr till Östersjön i söder, med kuperade backlandskap som gränserar kommunen åt både öst och väst. Romeleåsen täcks av näringsfattig morän och präglas av åkerfält samt en blandning av löv- och barrskogar. Ner mot kusten täcks slättområdet av en bördigare lerrik morän.
Dessa variationer i markförhållanden ger upphov till ett omväxlande naturlandskap med många olika ekologiska miljöer och livsmiljöer. Småsjöar och vattensamlingar i de kuperade backlandskapen bidrar till att skapa gynnsamma förutsättningar för ett rikt fågelliv och andra vattenbaserade ekosystem.

### Administrativ indelning
Fram till 2016 var kommunen för befolkningsrapportering indelad i
- Skivarps församling
- Skurups församling
- Villie församling

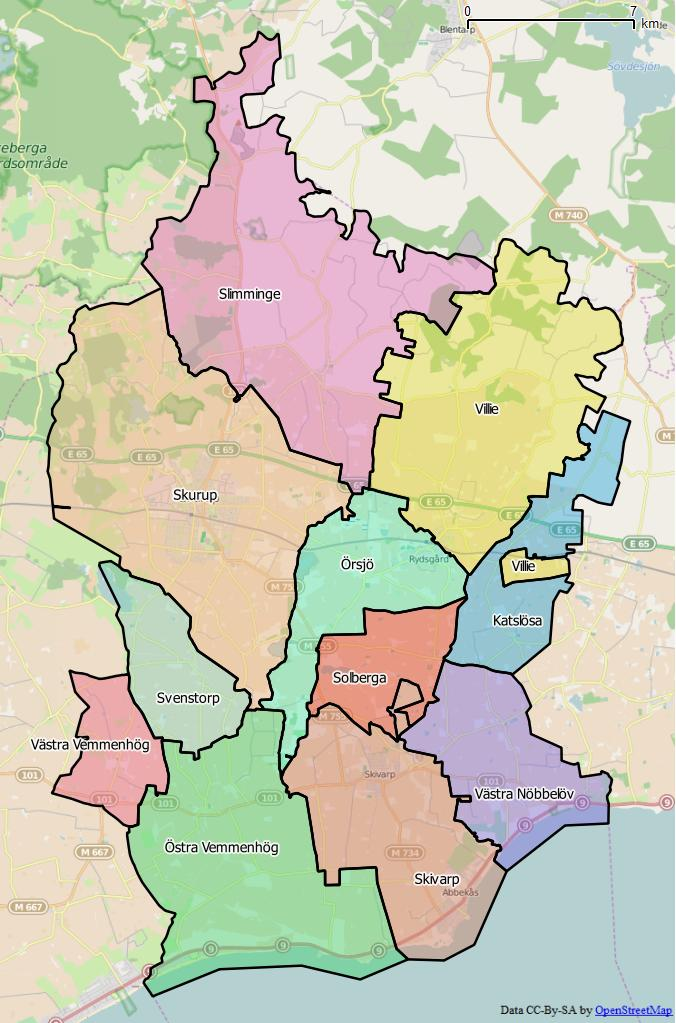
Distrikt inom Skurups kommun

Från 2016 indelas kommunen i följande distrikt:

- Katslösa
- Skivarp
- Skurup
- Slimminge
- Solberga
- Svenstorp
- Villie
- Västra Nöbbelöv
- Västra Vemmenhög
- Örsjö
- Östra Vemmenhög

### Tätorter
Det finns 5 tätorter i Skurups kommun.
I tabellen presenteras tätorterna i storleksordning per den 31 december 2015. Centralorten är i fet stil.
| Nr | Tätort                   | Befolkning |
| -- | ------------------------ | ---------- |
| 1  | Skurup                   | 8 040      |
| 2  | Rydsgård                 | 1 383      |
| 3  | Skivarp                  | 1 258      |
| 4  | Abbekås                  | 757        |
| 5  | Beddingestrand (del av*) | 45         |

* Större delen av tätorten Beddingestrand tillhör Trelleborgs kommun.

## Styre och politik

### Styre
Mandatperioden 2010–2014 styrdes kommunen av Alliansen som samlade 21 av 41 mandat i kommunfullmäktige. Efter valet 2014 blev det maktskifte där Socialdemokraterna, Miljöpartiet, Vänsterpartiet och Kommunens Väl tog över makten. Valet 2018 ledde till maktskifte där Moderaterna, Centerpartiet och Skurupspartiet ingick en valteknisk samverkan med Sverigedemokraterna. Samarbetet sprack dock när sju ledamöter från Sverigedemokraterna lämnade partiet 2021. Istället valde de som politiska vildar att samarbeta med Socialdemokraterna, Miljöpartiet, Vänsterpartiet, Centerpartiet, Kommunens väl och Liberalerna som tog över makten.
Mandatperioden 2022–2026 styrs kommunen av Moderaterna, Kristdemokraterna och Sverigedemokraterna. Moderaternas gruppledare Johan Bolinder kommenterade samarbetet "Vi har haft ett par stökiga mandatperioder bakom oss. En majoritetsregering ger bättre förutsättningar för att styra kommunen som helhet".

### Kommunfullmäktige

#### Presidium
| Presidium 2023–2026    | Presidium 2023–2026 | Presidium 2023–2026 |
| ---------------------- | ------------------- | ------------------- |
| Ordförande             | SD                  | Ingvar Wennersten   |
| Förste vice ordförande | M                   | Björn Hortevall     |
| Andre vice ordförande  | S                   | Kent Johansson      |

Källa:

#### Mandatfördelning 1970–2022
| 17 | 4 | 14 | 3 | 3 |

| 39 |

| 16 | 4 | 16 | 2 | 3 |

| 37 |

| 15 | 4 | 14 | 3 | 5 |

| 34 | 7 |

| 16 | 4 | 12 | 3 | 6 |

| 27 | 14 |

| 15 |  | 4 | 11 | 2 | 8 |

| 31 | 10 |

| 15 |  | 4 | 10 | 4 | 7 |

| 30 | 11 |

| 15 | 2 | 7 | 8 | 3 | 6 |

| 31 | 10 |

| 12 |  | 9 | 7 | 3 |  | 8 |

| 30 | 11 |

| 16 | 2 | 8 | 6 | 2 | 7 |

| 26 | 15 |

|  | 14 | 2 | 8 | 5 | 2 | 9 |

| 28 | 13 |

| 2 | 14 |  |  | 5 |  | 4 | 4 | 2 | 7 |

| 25 | 16 |

|  | 13 |  | 3 | 3 | 4 | 4 |  | 11 |

| 24 | 17 |

|  | 11 | 2 | 3 | 5 | 3 | 4 | 12 |

| 26 | 15 |

| 2 | 12 | 2 | 2 | 9 | 3 | 2 | 9 |

| 26 | 15 |

| 2 | 10 |  |  | 11 |  | 3 | 2 | 10 |

| 22 | 19 |

| 3 | 10 |  | 10 | 3 |  |  | 12 |

| 22 | 19 |

### Nämnder

#### Kommunstyrelse
Kommunstyrelsen i Skurups kommun utgörs av 13 ordinarie ledamöter. Till stöd för sitt arbete har kommunstyrelsen fem utskott.
| Presidium 2022–2026    | Presidium 2022–2026 | Presidium 2022–2026 |
| ---------------------- | ------------------- | ------------------- |
| Ordförande             | M                   | Johan Bolinder      |
| Förste vice ordförande | SD                  | Lars Nyström        |
| Andre vice ordförande  | S                   | Lena Axelsson       |

#### Lista över kommunstyrelsens ordförande
- Niklas Sjöberg, Moderaterna, 1 januari 2003–31 december 2014[17]
- Pierre Esbjörnsson, Socialdemokraterna, 1 januari 2015–februari 2017[18]
- Magnus Alm, Socialdemokraterna, februari 2017–31 december 2018[19]
- Johan Bolinder, Moderaterna, 1 januari 2019–december 2021[20][21]
- Lena Axelsson, Socialdemokraterna, december 2021–31 december 2022[21]
- Johan Bolinder, Moderaterna, 1 januari 2023–

Denna lista hämtas från Wikidata. Informationen kan ändras där.

### Vänorter
Skurup har två vänorter:
- Maszlow, Polen
- Franzburg/Richtenberg, Tyskland

## Ekonomi och infrastruktur

### Näringsliv
Skurup har en lång tradition som en framstående jordbrukskommun, men på senare år har betydelsen av jordbruksnäringen minskat markant. Idag sysselsätter den endast 4,5 procent av den förvärvsarbetande befolkningen. Istället har näringslivet diversifierats och omfattar nu även tillverkningsindustri, varuhandel och offentlig verksamhet.
Bland de största arbetsgivarna återfinns kommunen, Region Skåne och Skurups folkhögskola, vilka alla spelar en central roll för den lokala ekonomin. Dessutom är företag som Skanem Skurup AB, specialiserade på tillverkning av självhäftande etiketter, och Postpac AB, ett distributionsföretag, betydande arbetsgivare i centralorten.

### Infrastruktur

#### Transporter
Kommunen är strategiskt belägen och korsas av flera viktiga transportförbindelser. Europaväg 65 och järnvägen Malmö-Ystad utgör ryggraden i kommunens infrastruktur.  Utöver dessa huvudförbindelser passerar även riksväg 9 samt länsvägarna 101 och 102 genom kommunen.

## Befolkning

### Demografi

#### Befolkningsutveckling
| Befolkningsutvecklingen i Skurups kommun 1970–2020                                                              | Befolkningsutvecklingen i Skurups kommun 1970–2020 | Befolkningsutvecklingen i Skurups kommun 1970–2020 | Befolkningsutvecklingen i Skurups kommun 1970–2020 | Befolkningsutvecklingen i Skurups kommun 1970–2020 |
| --- | -------------------------------------------------- | -------------------------------------------------- | -------------------------------------------------- | -------------------------------------------------- |
| |                                                    |                                                    |                                                    |                                                    |
| År |                                                    |                                                    | Folkmängd                                          |                                                    |
| 1970 | 1970                                               |                                                    | 10 439                                             |                                                    |
| 1975 | 1975                                               |                                                    | 11 789                                             |                                                    |
| 1980 | 1980                                               |                                                    | 12 583                                             |                                                    |
| 1985 | 1985                                               |                                                    | 12 668                                             |                                                    |
| 1990 | 1990                                               |                                                    | 13 418                                             |                                                    |
| 1995 | 1995                                               |                                                    | 13 680                                             |                                                    |
| 2000 | 2000                                               |                                                    | 13 714                                             |                                                    |
| 2005 | 2005                                               |                                                    | 14 415                                             |                                                    |
| 2010 | 2010                                               |                                                    | 14 981                                             |                                                    |
| 2015 | 2015                                               |                                                    | 15 149                                             |                                                    |
| 2020 | 2020                                               |                                                    | 16 042                                             |                                                    |
| Anm: Uppgifterna avser förhållandena den 31 december enligt den kommunala indelningen den 1 januari året efter. |                                                    |                                                    |                                                    |                                                    |

#### Utländsk bakgrund
Den 31 december 2015 utgjorde antalet invånare med utländsk bakgrund (utrikes födda personer samt inrikes födda med två utrikes födda föräldrar) 2 086, eller 13,77 % av befolkningen (hela befolkningen: 15 149 den 31 december 2015). Den 31 december 2002 utgjorde antalet invånare med utländsk bakgrund enligt samma definition 1 214, eller 8,70 % av befolkningen (hela befolkningen: 13 949 den 31 december 2002).

#### Invånare efter de vanligaste födelseländerna
Följande länder är de 10 vanligaste födelseländerna för befolkningen i Skurups kommun.
| Födelseland 31 december 2021 | Födelseland 31 december 2021     | Födelseland 31 december 2021 | Födelseland 31 december 2021 | Födelseland 31 december 2021 |
| ---------------------------- | -------------------------------- | ---------------------------- | ---------------------------- | ---------------------------- |
| Nr                           | Land                             | Antal                        | Andel                        | Andel i hela riket           |
| 1                            | Sverige                          | 14 154                       | 86,21 %                      | 80,00 %                      |
| 2                            | Danmark                          | 329                          | 2,00 %                       | 0,37 %                       |
| 3                            | Polen                            | 297                          | 1,81 %                       | 0,91 %                       |
| 3                            | Syrien                           | 297                          | 1,81 %                       | 1,88 %                       |
| 5                            | Tyskland                         | 98                           | 0,60 %                       | 0,51 %                       |
| 6                            | / SFR Jugoslavien/FR Jugoslavien | 90                           | 0,55 %                       | 0,60 %                       |
| 7                            | Finland                          | 66                           | 0,40 %                       | 1,31 %                       |
| 8                            | Irak                             | 65                           | 0,40 %                       | 1,40 %                       |
| 9                            | Filippinerna                     | 54                           | 0,33 %                       | 0,16 %                       |
| 9                            | Rumänien                         | 54                           | 0,33 %                       | 0,32 %                       |

## Kultur

### Kommunsymboler

#### Kommunvapen
Kommunvapnets blasonering lyder som följande: I fält av silver en grön tysk lönn, nedan åtföljd av tre gröna rundlar ställda en och två.
Trots att Skurup blev köping redan 1914 antogs aldrig något vapen. Efter kommunreformen 1971 var frågan åter aktuell och det anordnades tävlingar utan resultat. Först 1985 kunde ett vapen för kommunen registreras i PRV. Motivet är ett träd från en utsiktsplats. Färgerna kommer från Vemmenhögs häradsvapen.
Sedan 2007 har all användning av kommunvapnet ersatts av en logotyp föreställande Nils Holgerssons underbara resa genom Sverige med Nils Holgersson flygande på en gås. Denna logotyp skapades 2001 i samband ett nytt marknadsföringskoncept. År 2023 beslutade kommunen att loggan med Nils Holgersson kommer att utgå och ersättas av en ny.

#### Kommunfågel

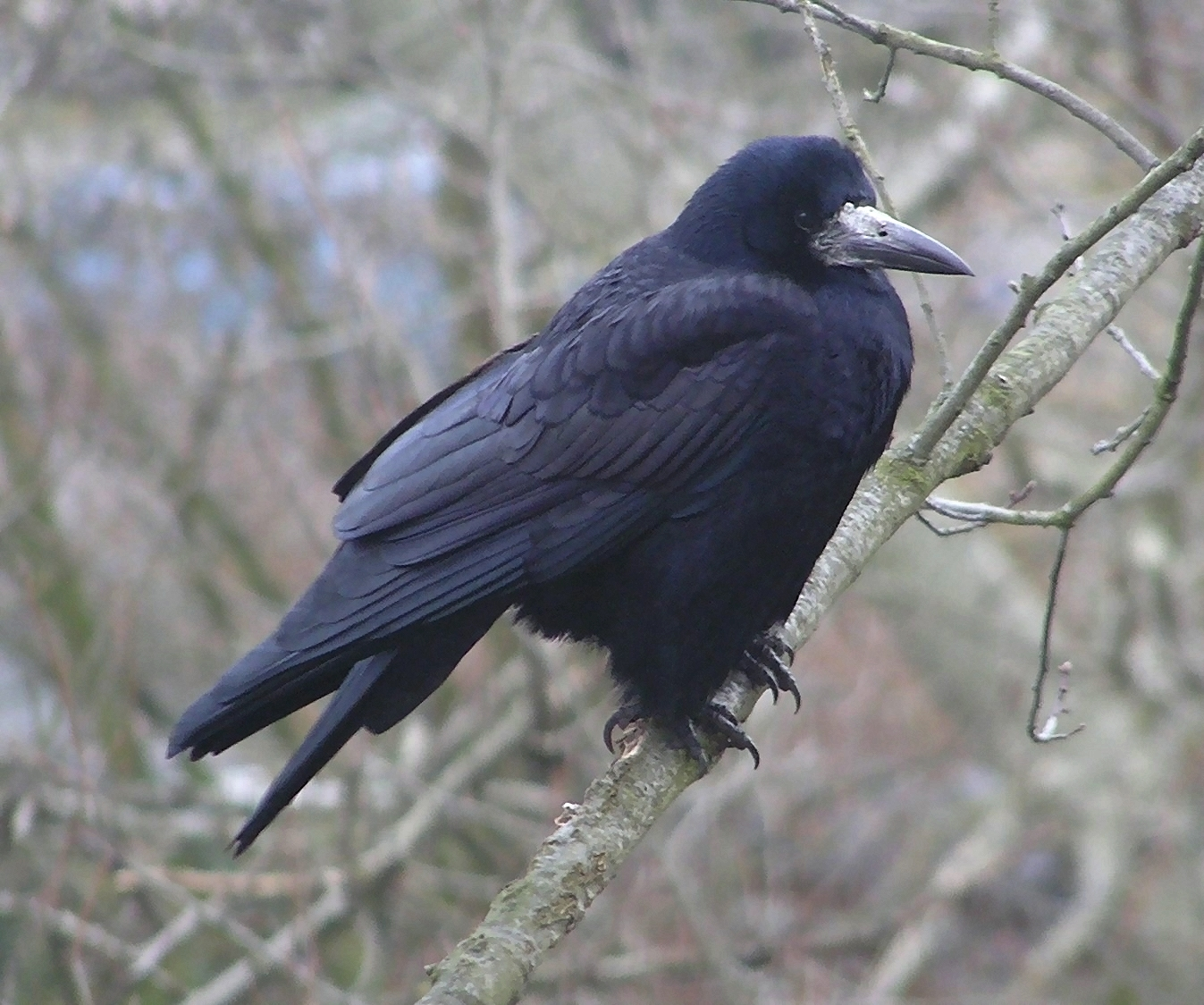
Råkan är Skurups kommunfågel.

Skurups kommunfågel är råka.